# 梅愛芳
梅愛芳（英語：Ann Mui Oi Fong，1959年12月10日—2000年4月16日），中國出生，香港女歌手、演员，是已故香港巨星梅艷芳的姊姊。

## 早年發展
1959年，梅愛芳生於广西，她有兩名兄長和一名妹妹，兩名兄長和她在內地出生，其妹妹梅艷芳生於香港。
梅愛芳自幼時已經與妹妹梅艷芳一起開始演唱生涯，未在荔園演唱前，她們早已在許多的場合活動歌唱過，例如香港當年市政局曾有邀請兩姊妹一同演唱。有時候適逢在她們的母親生日的時候，梅愛芳和梅艷芳會出來唱歌，而母親的朋友和她的表弟亦是玩音樂的行內人。
據稱兩姊妹性格各不相同，梅愛芳性格較為懦弱一點，其妹妹梅艷芳比較堅強固執，而且倔強。在演出的時候妹妹比較突出，比較多人看好，而梅愛芳的身高比其妹為高。
曾於1989年推出首張同名專輯《梅愛芳》，首本名曲包括〈香檳浸著的門匙〉、〈夢醒情真〉、〈台板人生〉 等等，後因星運不暢退出樂壇，在背後全力支持因參加無綫電視主辦的「第一屆新秀歌唱比賽」而逐漸堀起竄紅的妹妹梅艷芳，但其實兩位的聲線、外貌跟身材極為相似，唯一能夠辨別她們的方法是他們拿麥克風的手是剛好相反：梅艷芳是用左手拿麥克風，梅愛芳則用右手拿。
1991年，梅愛芳與潘立德結婚，並育有兩名兒子文皓和進皓。

## 死亡
梅愛芳在1990年代疑因家庭遺傳患上子宮頸癌而病情惡化，與癌魔搏鬥了差不多10年後於2000年4月16日凌晨，因癌症導致器官衰竭在聖保祿醫院逝世，終年40歲。她的妹妹梅艷芳亦於2003年9月公開自己與姐姐一樣罹患子宮頸癌，並於同年12月30日因癌細胞擴散至肺部導致心肺缺氧及其他併發症，同樣於得年40歲之齡宣告不治。梅愛芳的靈位設於香港九龍塘省善真堂。

## 演出作品

### 電視劇
| 年份     | 劇名               | 角色           |
| -------- | ------------------ | -------------- |
| 麗的電視 |                    |                |
| 1975年   | 十大奇案之十面埋伏 | 酒女           |
| 1980年   | 人在江湖           | Amy            |
| 1980年   | 小小心願           | 股民           |
| 1981年   | 浴血太平山         | 参加舞会的客人 |
| 1981年   | 女媧行動           | 美蓮           |
| 1981年   | 遊俠張三豐         |                |
| 1981年   | 武俠帝女花         | 公主           |
| 1981年   | 再會太平山         |                |
| 1981年   | 對對糊             |                |
| 1981年   | 甜甜廿四味         |                |
| 亞洲電視 |                    |                |
| 1990年   | 街市忍者           | 歐陽司徒青春   |
| 1991年   | 乖女也瘋狂         | 利海倫         |

### 電影
| 年份   | 片名         | 角色             |
| ------ | ------------ | ---------------- |
| 1983年 | 叔侄‧縮窒    | 梅愛芳           |
| 1987年 | 神奇兩女俠   | 港姐(葉美鳳)     |
| 1987年 | 開心勿語     | 阿乸妻子         |
| 1988年 | 黑心鬼       | 電視演員         |
| 1988年 | 警察故事續集 | 梅警長           |
| 1989年 | 急凍奇俠     | 夜總會領班       |
| 1989年 | 龍之爭霸     | 老大年輕時的妻子 |
| 1989年 | 八寶奇兵     | 女警             |
| 1990年 | 紅場飛龍     | 梅子             |
| 1990年 | 快樂的小雞   | 梅姐             |
| 1990年 | 舞台姊妹     | 沈雁秋           |
| 1991年 | 一觸即發     | 露露             |
| 1995年 | 告別有情天   | 姑姑             |

## 音樂作品

### 唱片
| 專輯名稱   | 年份   | 類型     | 發行公司                  | 曲目 |
| ---------- | ------ | -------- | ------------------------- | --- |
| 《梅愛芳》 | 1989年 | 黑膠大碟 | 銀星唱片                  | 曲目 第一面 1. 輭禁 2. 台板人生 3. American touch 4. 午夜 5. 香檳浸著的門匙 第二面 1. 吻別我 2. 夢醒情真 3. 那日再會 4. 五日四夜 5. 灰網 |
| 《梅愛芳》 | 2015年 | 3吋CD    | New Century Workshop (HK) | 曲目 1. 輭禁 2. 香檳浸著的門匙 3. 台板人生 4. 我是個女人                                                                                 |

### 未出碟歌曲
- 1987年《情緣》（ATV電視劇《啼笑因緣》主題曲）
- 1989年（ATV電視劇《生娘不及養娘大》主题曲）

## 相關影視形象

### 電視
- 《難兄難弟之神探李奇》：1998年電視劇，由馮皓詩飾演吳愛芳。
- 《美麗傳說2星願》：2005年電視劇，由黃璦瑤飾演雷劍屏。
- 《梅艷芳菲》：2007年電視劇，由金玉婷飾演方妍萍。
- 《愛·回家之開心速遞》：2022年電視劇，由曾文心飾演Ann姐。

### 電影
- 《梅艷芳》：2021年電影，由廖子妤飾演梅愛芳。

## 外部連結
- 梅愛芳在互联网电影资料库（IMDb）上的資料（英文）
- 梅愛芳在香港影庫上的簡介
- 梅愛芳在豆瓣上的资料（简体中文）
- 梅愛芳在时光网上的簡介（简体中文）